# Noto, Ishikawa
Noto (japanska: 能登町?, Noto-chō) är en landskommun (köping) i Ishikawa prefektur i Japan. Den ligger på östra sidan av Notohalvön.
Kommunen bildades 2005 genom en sammanslagning av kommunerna Noto (skrivet 能都), Yanagida och Uchiura. 